# Ніколаус (Каліфорнія)
Ніколаус (англ. Nicolaus) — переписна місцевість (CDP) в США, в окрузі Саттер штату Каліфорнія. Населення — 176 осіб (2020).

## Географія
Ніколаус розташований за координатами 38°53′53″ пн. ш. 121°34′22″ зх. д. / 38.89806° пн. ш. 121.57278° зх. д. (38.898090, -121.572874).  За даними Бюро перепису населення США в 2010 році переписна місцевість мала площу 8,13 км², уся площа — суходіл.

## Демографія
Згідно з переписом 2010 року, у переписній місцевості мешкало 211 особа в 92 домогосподарствах у складі 67 родин. Густота населення становила 26 осіб/км².  Було 98 помешкань (12/км²).
Расовий склад населення:
| - 88,2 % — білих - 2,4 % — азіатів - 0,5 % — чорних або афроамериканців - 4,7 % — осіб інших рас |

До двох чи більше рас належало 4,3 %. Частка іспаномовних становила 6,2 % від усіх жителів.
За віковим діапазоном населення розподілялося таким чином: 16,6 % — особи молодші 18 років, 53,5 % — особи у віці 18—64 років, 29,9 % — особи у віці 65 років та старші. Медіана віку мешканця становила 51,1 року. На 100 осіб жіночої статі у переписній місцевості припадало 104,9 чоловіків;  на 100 жінок у віці від 18 років та старших — 97,8 чоловіків також старших 18 років.
Середній дохід на одне домашнє господарство  становив 104 755 доларів США (медіана — 71 667), а середній дохід на одну сім'ю — 138 653 долари (медіана — 86 944). За межею бідності перебувало 5,7 % осіб, у тому числі 0,0 % дітей у віці до 18 років та 0,0 % осіб у віці 65 років та старших.
Цивільне працевлаштоване населення становило 130 осіб. Основні галузі зайнятості: освіта, охорона здоров'я та соціальна допомога — 26,2 %, будівництво — 16,2 %, науковці, спеціалісти, менеджери — 13,1 %.